# 巴拉圭政治
巴拉圭政治形成於總統制代議民主共和國的框架之中。 
根據巴拉圭憲法規定，國家的權力分立包含三個環節（即三權分立）。行政權僅由總統行使；立法權歸屬於國民大會的兩院；司法機構的權力（即司法權）賦予法庭和民法的法院和一個九人組成的最高法院，所有這些都獨立於行政機關和立法機關。